# 維杜比奇站
維杜比奇站（羅馬化：Vydubychi,  （ⓘ））是基輔地鐵瑟雷茨-佩切拉線的一個車站。維杜比奇站開通於1991年12月30日，車站的設計者是T. Tselikovska。維杜比奇站有2個入口。

## 外部連結
- （乌克兰語） Kyivsky Metropoliten （页面存档备份，存于） - Station description and Photographs
- （俄文） Metropoliten.kiev.ua （页面存档备份，存于） - Station description and Photographs